# Danaë (Klimt)

Danaë este o pictură în ulei realizată de pictorul austriac Gustav Klimt în anul 1907. Tabloul măsoară 77 × 83 de centimertri și se află în Galeria Würthle din Viena, Austria. Danae a fost un subiect popular în anii’ 1900, ea fiind un simbol al iubirii divine și al transcendenței.

## Subiectul
Potrivit mitologiei grecești, după ce un oracol i-a prezis că va fi ucis de nepotul său,  Acrisios, regele din Argos, tatăl lui Danae, a închis-o într-un turn. Cu toate acestea, Zeus a reușit să intre în acest turn, sub forma unei ploi de aur. Din această împreunare s-a născut Perseu. Prin urmare, tabloul prezintă momentul împerecherii între Zeus și Danae.

## Realizarea
Adâncită în somn, Danae pare nevinovată și plină de duioșie. Fața ei calmă și liniștită contrastează cu senzualitatea coapsei și pieptului ei și cu crisparea degetelor sale care îi cuprind sânul. Cealaltă mână a lui Danae dispare în spatele coapsei. Gura ei întredeschisă este senzuală și ne poate aminti de un orgasm. Ca de obicei, Klimt pune în prim-plan erotismul și senzualitatea trupului femeii. Țesătura pe care stă culcată este bogat brodată cu sfere de aur. Acest voal subțire și transparent, care abia dacă-i acoperă corpul (picioarele, spatele), întărește impresia de senzualitate și blândețe feminină.
Ploaia de aur, care îl reprezintă pe Zeus, formează o cascadă care trece printre coapsele tinerei femei, ca un simbol al fertilizării. Acest simbol este întărit de poziția fetală a lui Danae. Dinamica lucrării este dată de liniile de forță în formă de spirală. Nu există o perspectivă reală, doar coapsele și fesele prezentate în prim-plan dau impresia de adâncime în raport cu restul corpului.
Culorile, mai curând întunecate, din jurul tinerei (purpuriu, maro, albastru), îi dau o înfățișare senzuală, izvorâtă din contrastul cu corpul gol și palid al lui Danae și strălucitoarea ploaie de aur. Pozițiile și culorile întăresc disproporția coapsei care atrage toată lumina. Paleta de culori permite punerea în valoare a subiectului.
Buzele întredeschise, ochii închiși, ciorapul tras în jos până la gleznă, părul roșu și vălul transparent sunt tot atâtea indicii ale experienței senzuale prin care trece Danae. Pare că a fost surprinsă de pictor în timpul unui vis erotic.
Faptul că în această pictură ea apare ghemuită într-un voal colorat cu purpură indică privitorului descendența ei imperială.

## Trivia
Deși aprecia mult picturile lui Klimt, împăratul Franz Joseph al Austriei a considerat că tabloul Danaë  (1907) este prea provocator pentru a fi expus în palatul său. Din același motiv, arhiducele Franz Ferdinand al Austriei a refuzat numirea lui Klimt ca profesor la Academia de Artă din Viena.